# Capacité thermique
Pour les articles homonymes, voir Capacité.
La capacité thermique (anciennement capacité calorifique) d'un corps est une grandeur qui mesure la chaleur qu'il faut lui transférer pour augmenter sa température d'un kelvin. Inversement, elle permet de quantifier la possibilité qu'a ce corps d'absorber ou de restituer de la chaleur au cours d'une transformation pendant laquelle sa température varie.
Elle s'exprime en joules par kelvin (J K−1). C'est une grandeur extensive : la capacité thermique est d'autant plus grande que la quantité de matière est importante. On peut donc définir une capacité thermique molaire (exprimée en joules par mole kelvin, J K−1 mol−1) et une capacité thermique massique ou spécifique (exprimée en joules par kilogramme kelvin, J K−1 kg−1, anciennement appelée chaleur spécifique).
La capacité thermique dépend des conditions opératoires mises en œuvre lors de sa détermination. Elle dépend notamment du phénomène mis en jeu pour augmenter la température : force de pression, force électromagnétique, etc. Par conséquent, il peut être défini plusieurs capacités thermiques.
Le deuxième principe de la thermodynamique implique qu'un corps ne peut être stable que si ses capacités thermiques sont strictement positives (un corps emmagasine de la chaleur lorsque sa température augmente). Toutefois, la thermodynamique n'interdit pas qu'une capacité thermique puisse être négative (un corps libère de la chaleur lorsque sa température augmente). Des exemples s'observent notamment en physique stellaire.

## Définitions

### Concept et définition générale

#### Concept de capacité thermique

En raison de leur mobilité interne, les molécules peuvent emmagasiner de l'énergie d'agitation dans des degrés de liberté internes qui contribuent à la capacité thermique.

La notion de capacité thermique est due à Joseph Black (1728-1799). Avant le développement de la thermodynamique moderne, on pensait que la chaleur était un fluide (vision dite substantialiste) : le fluide calorique. Les corps étaient susceptibles de contenir une certaine quantité de ce fluide, qu'ils pouvaient emmagasiner ou restituer, d'où l'appellation de capacité calorifique. Aujourd'hui, l'énergie interne des systèmes est considérée comme constituée des énergies cinétique et potentielle microscopiques des molécules. La chaleur n'est plus un fluide, mais un transfert d'énergie désordonnée à l'échelle microscopique. La capacité calorifique est désormais appelée capacité thermique.
L'animation ci-contre montre que les molécules sont des ensembles plus ou moins complexes d'atomes reliés par des liaisons. L'agitation thermique entraîne des mouvements de translation, de rotation et de déformation des liaisons par vibration. Les atomes ont des degrés de liberté supplémentaires dans la possibilité qu'ont leurs électrons de changer d'orbitale atomique. Sauf si ces molécules sont piégées dans un réseau cristallin, elles ont également la possibilité de se déplacer dans l'espace. Chacune de ces possibilités de mouvements intra-atomiques, interatomiques et moléculaires constitue un degré de liberté de la molécule. L'apport ou la soustraction d'énergie à une molécule se fait par intensification ou par ralentissement de l'ensemble de ces mouvements, en respectant le principe d'équipartition sur tous les degrés de liberté.
La capacité d'une molécule à absorber ou restituer une énergie constitue sa capacité thermique. Elle est donc d'autant plus grande que le nombre de degrés de liberté disponibles est plus élevé. Elle est en outre influencée par les interactions entre molécules, qu'il s'agisse des mêmes molécules pour un corps pur, ou d'espèces différentes pour un mélange.

#### Définition générale
Les capacités thermiques se définissent pour des corps purs comme pour des mélanges, sous une seule phase et en l'absence de transition de phase, à composition chimique (fractions molaires) et quantité de matière globale constantes (c'est-à-dire en l'absence de réaction chimique, d'apport ou d'extraction de matière).
Lors d'une transformation impliquant un transfert de chaleur {\displaystyle Q} et un changement de température {\displaystyle \Delta T}, la capacité thermique {\displaystyle C} du corps considéré dans la transformation peut en première approche être définie selon :
{\displaystyle Q=C\,\Delta T}
La capacité thermique dépend cependant des conditions opératoires dans lesquelles elle est déterminée. Il est ainsi nécessaire de préciser dans quelles conditions la transformation a été effectuée, par exemple à pression ou à champ magnétique constant, soit de façon générale à {\displaystyle X} constant :
{\displaystyle Q_{X}=C_{X}\,\Delta T}
De plus, la capacité thermique n'est pas une constante : elle varie en fonction de la grandeur {\displaystyle X} gardée constante dans la transformation, de la température {\displaystyle T} et de la quantité de matière {\displaystyle n} (la capacité thermique est une grandeur extensive) : {\displaystyle C_{X}=C_{X}\!\left(X,T,n\right)}. Elle est par conséquent définie plus précisément par la variation élémentaire :
{\displaystyle \delta Q_{X}=C_{X}\,\mathrm {d} T}
Dans le cas d'une transformation réversible, la variation élémentaire de chaleur est liée à la variation élémentaire de l'entropie {\displaystyle S} du système thermodynamique par :
{\displaystyle \delta Q=T\,\mathrm {d} S}
La capacité thermique peut donc être définie dans le cas d'une transformation réversible par :
{\displaystyle C_{X}=T\left({\partial S \over \partial T}\right)_{X,n}}
La condition de composition constante étant implicite et générale à toutes les capacités thermiques, il est souvent omis de préciser dans la notation que la dérivée partielle est effectuée à quantité de matière {\displaystyle n} constante :
| Capacité thermique à {\displaystyle X} constant : {\displaystyle C_{X}=T\left({\partial S \over \partial T}\right)_{X}} |

La variation de l'entropie peut donc être écrite, à composition constante, sous la forme :

### En thermodynamique
Les capacités thermiques les plus employées sont définies en thermodynamique, pour des transformations impliquant des forces de pression.

#### Capacité thermique isochore
Dans une transformation réversible, la chaleur {\displaystyle Q} absorbée par un système thermodynamique (corps pur ou mélange) monophasé de composition constante peut être exprimée en fonction de la température {\displaystyle T} et du volume {\displaystyle V} selon :
avec :
- {\displaystyle S} l'entropie, en joules par kelvin, J K−1 ;
- {\displaystyle T} la température thermodynamique, en kelvins, K ;
- {\displaystyle V} le volume, en mètres cubes, m3 ;
- {\displaystyle C_{V}} la capacité thermique isochore, grandeur extensive exprimée en joules par kelvin, J K−1. Elle représente la chaleur absorbée par le corps à volume constant rapportée à la variation de température du corps engendrée par cette transformation ; on a, à volume constant :

{\displaystyle \delta Q_{V}=T\,\mathrm {d} S=C_{V}\,\mathrm {d} T}
d'où la relation :
| Capacité thermique isochore : {\displaystyle C_{V}=T\left({\partial S \over \partial T}\right)_{V}} |

- {\displaystyle l} le coefficient calorimétrique de dilatation (anciennement chaleur latente de dilatation isotherme), grandeur intensive exprimée en pascal, Pa. Il représente la chaleur absorbée par le corps à température constante rapportée à la variation de volume du corps engendrée par cette transformation ; on a, à température constante :

{\displaystyle \delta Q_{T}=T\,\mathrm {d} S=l\,\mathrm {d} V}
d'où la relation :
La première relation de Clapeyron donne : {\displaystyle l=T\left({\partial P \over \partial T}\right)_{V}}.
Si seules les forces de pression sont susceptibles de travailler, avec {\displaystyle P} la pression exercée par l'extérieur sur le corps, on peut écrire pour {\displaystyle U} l'énergie interne du système :
{\displaystyle \mathrm {d} U=-P\,\mathrm {d} V+T\,\mathrm {d} S=C_{V}\,\mathrm {d} T+\left(l-P\right)\,\mathrm {d} V}
D'où une autre définition de la capacité thermique isochore :
La capacité thermique isochore dépend du volume, de la température et de la quantité de matière :

#### Capacité thermique isobare
Dans une transformation réversible, la chaleur {\displaystyle Q} absorbée par un système thermodynamique (corps pur ou mélange) monophasé de composition constante peut être exprimée en fonction de la température {\displaystyle T} et de la pression {\displaystyle P} selon :
avec :
- {\displaystyle S} l'entropie, en joules par kelvin, J K−1 ;
- {\displaystyle T} la température thermodynamique, en kelvins, K ;
- {\displaystyle P} la pression, en pascals, Pa ;
- {\displaystyle C_{P}} la capacité thermique isobare, grandeur extensive exprimée en joules par kelvin, J K−1. Elle représente la chaleur absorbée par le corps à pression constante rapportée à la variation de température du corps engendrée par cette transformation ; on a, à pression constante :

{\displaystyle \delta Q_{P}=T\,\mathrm {d} S=C_{P}\,\mathrm {d} T}
d'où la relation :
| Capacité thermique isobare : {\displaystyle C_{P}=T\left({\partial S \over \partial T}\right)_{P}} |

- {\displaystyle h} le coefficient calorimétrique de compression (anciennement chaleur latente de compression isotherme), grandeur extensive exprimée en mètres cubes, m3. Il représente la chaleur absorbée par le corps à température constante rapportée à la variation de pression du corps engendrée par cette transformation ; on a, à température constante :

{\displaystyle \delta Q_{T}=T\,\mathrm {d} S=h\,\mathrm {d} P}
d'où la relation :
La deuxière relation de Clapeyron donne : {\displaystyle h=-T\left({\partial V \over \partial T}\right)_{P}}.
Si seules les forces de pression sont susceptibles de travailler, avec {\displaystyle V} le volume du corps, on peut écrire pour {\displaystyle H} l'enthalpie du système :
{\displaystyle \mathrm {d} H=V\,\mathrm {d} P+T\,\mathrm {d} S=C_{P}\,\mathrm {d} T+\left(h+V\right)\,\mathrm {d} P}
D'où une autre définition de la capacité thermique isobare :
La capacité thermique isobare dépend de la pression, de la température et de la quantité de matière :

### En électromagnétisme
En électromagnétisme, d'autres capacités thermiques sont définies dans le domaine de la réfrigération magnétique, qui met en application l'effet magnétocalorique, c'est-à-dire le changement de température d'un matériau magnétique soumis à un champ magnétique externe,,. La force considérée lors des transformations est la force magnétique.
Les matériaux étudiés étant le plus souvent des solides, il n'est pas tenu compte des variations de volume du système lors des transformations (la dilatation thermique d'un solide étant faible, le travail des forces de pression est négligé devant celui de la force magnétique). Cependant, en toute rigueur, les capacités thermiques suivantes, en plus d'être définies à composition constante, sont également définies à pression constante.
Trois capacités sont définies :
| Capacité thermique à champ magnétique constant : {\displaystyle C_{H}=T\left({\partial S \over \partial T}\right)_{H}} |

avec {\displaystyle H} le champ magnétique,
| Capacité thermique à induction magnétique constante : {\displaystyle C_{B}=T\left({\partial S \over \partial T}\right)_{B}} |

avec {\displaystyle B} l'induction magnétique,
| Capacité thermique à aimantation constante : {\displaystyle C_{M}=T\left({\partial S \over \partial T}\right)_{M}} |

avec {\displaystyle M} l'aimantation.
Les trois grandeurs sont liées par la relation générale :
{\displaystyle B=\mu _{0}\left(H+M\right)}
avec {\displaystyle \mu _{0}} la perméabilité magnétique du vide. Toutefois, dans le domaine de la réfrigération magnétique, les matériaux étudiés sont naturellement très faiblement voire pas du tout magnétiques (soit {\displaystyle M\ll H}) et la relation retenue dans ce domaine est généralement :
{\displaystyle B=\mu _{0}H}
ainsi {\displaystyle C_{H}=C_{B}}.
On appelle relation de Maxwell-Weiss la relation :
La différentielle de l'entropie s'écrit :
ou :
L'aimantation {\displaystyle M}, variable extensive, est le pendant du volume {\displaystyle V} en thermodynamique, l'induction magnétique {\displaystyle B}, variable intensive, est celui de la pression {\displaystyle P}.

### Capacités intensives
La capacité thermique {\displaystyle C_{X}} est une grandeur extensive : toutes choses étant égales par ailleurs, si l'on double la quantité d'un corps quelconque il faut lui apporter deux fois plus d'énergie pour augmenter sa température d'un kelvin. La capacité thermique dépend en conséquence de la quantité de matière {\displaystyle n}, ou de la masse {\displaystyle m}, ou du volume {\displaystyle V} occupé par ce corps. On peut ainsi définir plusieurs grandeurs intensives :
- {\displaystyle {\bar {C}}_{X}=C_{X,\mathrm {m} }={C_{X} \over n}} la capacité thermique molaire, rapportée à une mole du corps considéré (en joules par mole kelvin : J K−1 mol−1) ;
- {\displaystyle c_{X}={C_{X} \over m}} la capacité thermique massique (ou spécifique), rapportée à un kilogramme du corps considéré (en joules par kilogramme kelvin : J K−1 kg−1) ;
- {\displaystyle C_{X}^{\prime }={C_{X} \over V}} la capacité thermique volumique, rapportée à un mètre cube du corps considéré (en joules par mètre cube kelvin : J K−1 m3) ;
- {\displaystyle {\bar {C}}_{X,i}=\left({\partial C_{X} \over \partial n_{i}}\right)_{P,T,n_{j\neq i}}} la capacité thermique molaire partielle de l'espèce {\displaystyle i} si le corps est un mélange (en joules par mole kelvin : J K−1 mol−1).

Si le système contient {\displaystyle N} espèces chimiques, chaque espèce {\displaystyle i} étant représentée par la quantité {\displaystyle n_{i}}, le théorème d'Euler sur les fonctions homogènes du premier ordre permet d'écrire :
ou, en introduisant {\displaystyle n=\sum _{i}^{N}n_{i}} la quantité totale de matière dans le mélange et {\displaystyle x_{i}=n_{i}/n} la fraction molaire du corps {\displaystyle i} dans le mélange :

## Relations sur les capacités thermiques

### Stabilité thermodynamique
Une capacité thermique se conçoit intuitivement comme étant positive : un corps emmagasine de la chaleur lorsque sa température augmente, il en restitue lorsque sa température diminue. Ceci répond au deuxième principe de la thermodynamique et correspond à une condition de stabilité de tout système thermodynamique.
Une capacité thermique négative suppose qu'un corps absorbe de la chaleur lorsque sa température diminue et en dégage lorsque sa température augmente. Un tel corps mis en contact avec un air ambiant plus chaud verrait sa température augmenter pour atteindre l'équilibre thermique, c'est-à-dire l'homogénéité des températures entre les deux milieux. En raison de sa capacité thermique négative cette augmentation de température s'accompagnerait d'une génération de chaleur par le corps. Cette chaleur se transmettrait à l'air ambiant qui, en raison de sa capacité thermique positive, verrait sa température augmenter à son tour. Les températures du corps et de l'air augmenteraient ainsi sans pouvoir atteindre l'équilibre thermique, avec une génération infinie de chaleur par le corps contraire aux premier et deuxième principes de la thermodynamique. Inversement, un tel corps introduit dans un milieu plus froid initierait une production de froid infinie.
Toutefois la thermodynamique n'interdit pas qu'une capacité thermique soit négative, mais un tel corps serait instable et donc difficilement observable, à moins que d'autres phénomènes compensent cette instabilité. En physique stellaire la stabilité des étoiles est expliquée par une capacité thermique négative due à l'attraction gravitationnelle entre ses constituants. Une étoile génère par fusion nucléaire plus d'énergie qu'elle ne peut en rayonner, ce qui, avec une capacité thermique positive, induirait une telle accumulation de chaleur, et donc une telle augmentation de température, que l'étoile serait instable et mourrait rapidement. La capacité thermique négative permet d'accumuler la chaleur tout en maintenant une température stable.

### Relation de Mayer et relation de Reech

#### Relations
Les capacités thermiques {\displaystyle C_{P}} et {\displaystyle C_{V}} sont liées entre elles et aux coefficients thermoélastiques par la relation de Mayer :
| Relation de Mayer : {\displaystyle C_{P}-C_{V}=T\left({\partial P \over \partial T}\right)_{V}\left({\partial V \over \partial T}\right)_{P}=TP\beta V\alpha } |

et la relation de Reech :
| Relation de Reech : {\displaystyle \gamma ={C_{P} \over C_{V}}={\chi _{T} \over \chi _{S}}} |

avec :
- {\displaystyle \alpha ={1 \over V}\left({\partial V \over \partial T}\right)_{P}} le coefficient de dilatation isobare, par kelvin, K−1 ;
- {\displaystyle \beta ={1 \over P}\left({\partial P \over \partial T}\right)_{V}} le coefficient de compression isochore, par kelvin, K−1 ;
- {\displaystyle \gamma ={C_{P} \over C_{V}}} le coefficient de Laplace, utilisé dans la loi de Laplace, grandeur sans dimension ;
- {\displaystyle \chi _{T}=-{1 \over V}\left({\partial V \over \partial P}\right)_{T}} le coefficient de compressibilité isotherme, par pascal, Pa−1 ;
- {\displaystyle \chi _{S}=-{1 \over V}\left({\partial V \over \partial P}\right)_{S}} le coefficient de compressibilité isentropique, par pascal, Pa−1.

Dans le domaine de la réfrigération magnétique, une relation similaire à la relation de Mayer peut être établie :

#### Implications
À partir des relations de Mayer et de Reech on peut calculer les capacités thermiques selon :
La relation de Mayer peut aussi s'écrire sous la forme {\displaystyle C_{P}-C_{V}=TV\chi _{T}\left(P\beta \right)^{2}}. On peut par ailleurs montrer qu'un corps ne peut être stable que si sa compressibilité isotherme est positive strictement : {\displaystyle \chi _{T}>0}. Par conséquent la relation de Mayer montre que :
Pour un corps parfaitement indilatable (dont le volume ne varie pas avec la température, soit {\displaystyle \alpha =0}) ou parfaitement incompressible (dont le volume ne varie pas avec la pression, soit {\displaystyle \chi _{T}=0}), la relation de Mayer implique également que :
Les liquides et les solides peuvent être assimilés avec une bonne approximation à des corps parfaitement indilatables et incompressibles ; ce n'est pas le cas des gaz.

### Variations isothermes des capacités thermiques

#### Variation de la capacité thermique isochore
La différentielle de l'entropie :
{\displaystyle T\,\mathrm {d} S=C_{V}\,\mathrm {d} T+l\,\mathrm {d} V}
donne :
{\displaystyle {C_{V} \over T}=\left({\partial S \over \partial T}\right)_{V}}
{\displaystyle {l \over T}=\left({\partial S \over \partial V}\right)_{T}}
Le théorème de Schwarz permet d'écrire :
{\displaystyle \left({\partial ^{2}S \over \partial V\partial T}\right)=\left({\partial ^{2}S \over \partial T\partial V}\right)}
{\displaystyle \left({\partial \,C_{V}/T \over \partial V}\right)_{T}=\left({\partial \,l/T \over \partial T}\right)_{V}}
Le terme de gauche étant une dérivée partielle à température constante, on a :
{\displaystyle {1 \over T}\left({\partial C_{V} \over \partial V}\right)_{T}=\left({\partial \,l/T \over \partial T}\right)_{V}}
La première relation de Clapeyron :
{\displaystyle {l \over T}=\left({\partial P \over \partial T}\right)_{V}}
permet finalement d'obtenir :

#### Variation de la capacité thermique isobare
La différentielle de l'entropie :
{\displaystyle T\,\mathrm {d} S=C_{P}\,\mathrm {d} T+h\,\mathrm {d} P}
donne :
{\displaystyle {C_{P} \over T}=\left({\partial S \over \partial T}\right)_{P}}
{\displaystyle {h \over T}=\left({\partial S \over \partial P}\right)_{T}}
Le théorème de Schwarz permet d'écrire :
{\displaystyle \left({\partial ^{2}S \over \partial P\partial T}\right)=\left({\partial ^{2}S \over \partial T\partial P}\right)}
{\displaystyle \left({\partial \,C_{P}/T \over \partial P}\right)_{T}=\left({\partial \,h/T \over \partial T}\right)_{P}}
Le terme de gauche étant une dérivée partielle à température constante, on a :
{\displaystyle {1 \over T}\left({\partial C_{P} \over \partial P}\right)_{T}=\left({\partial \,h/T \over \partial T}\right)_{P}}
La deuxière relation de Clapeyron :
{\displaystyle {h \over T}=-\left({\partial V \over \partial T}\right)_{P}}
permet finalement d'obtenir :

#### Variation de la capacité thermique à induction magnétique constante
À l'instar des deux capacités précédentes, il peut être démontré pour la capacité thermique à induction magnétique constante que :

## Applications

### En construction
D'une manière générale, plus un matériau est dense, plus il conduit la chaleur et plus sa capacité thermique volumique est élevée. Appliquée à un matériau de construction, une paroi, un local ou un bâtiment, la capacité thermique représente la quantité de chaleur que ceux-ci emmagasinent lorsque leur température augmente. La capacité thermique entre donc dans les calculs de la diffusivité thermique et de l'effusivité thermique, deux grandeurs essentielles pour quantifier l'inertie thermique.

### Quelques valeurs

#### Capacités thermiques d'un gaz parfait
Pour un gaz parfait, selon la loi des gaz parfaits :
{\displaystyle PV=nRT}
on a :
{\displaystyle \left({\partial C_{V} \over \partial V}\right)_{T}=T\left({\partial ^{2} \over \partial T^{2}}P\right)_{V}=T\left({\partial ^{2} \over \partial T^{2}}{nRT \over V}\right)_{V}={nRT \over V}\left({\partial ^{2} \over \partial T^{2}}T\right)_{V}={nRT \over V}\left({\partial  \over \partial T}1\right)_{V}=0}
{\displaystyle \left({\partial C_{P} \over \partial P}\right)_{T}=-T\left({\partial ^{2} \over \partial T^{2}}V\right)_{P}=-T\left({\partial ^{2} \over \partial T^{2}}{nRT \over P}\right)_{P}=-{nRT \over P}\left({\partial ^{2} \over \partial T^{2}}T\right)_{P}=-{nRT \over P}\left({\partial  \over \partial T}1\right)_{P}=0}
La capacité thermique isochore et la capacité thermique isobare d'un gaz parfait ne dépendent que de la température et de la quantité de matière,, ; ceci est conforme aux lois de Joule :
Pour un gaz parfait monoatomique, de type argon, la physique statistique montre que {\displaystyle {\bar {C}}_{V}={3 \over 2}R} à toute température ; la relation de Mayer induit que {\displaystyle {\bar {C}}_{P}={5 \over 2}R}. On a donc {\displaystyle \gamma =5/3\approx 1{,}67}.
Pour un gaz parfait diatomique, de type dioxygène ou diazote et leur mélange air, à température ambiante, il est possible de même de démontrer que {\displaystyle {\bar {C}}_{V}={5 \over 2}R} et {\displaystyle {\bar {C}}_{P}={7 \over 2}R}, soit {\displaystyle \gamma =7/5=1{,}4}. Ces valeurs augmentent avec la température.

#### Capacité thermique isobare des corps simples
Le tableau suivant donne la capacité thermique isobare molaire, en J K−1 mol−1, des corps simples (par exemple H, N, O, F, Cl, Br, I sont respectivement H2, N2, O2, F2, Cl2, Br2 et I2) pris dans leur état standard de référence à une température de 25 °C et une pression de 100 kPa. Les valeurs extrêmes sont :
- valeur max = 37,03 J K−1 mol−1 pour le gadolinium ;
- valeur min = 8,517 J K−1 mol−1 pour le carbone.

| H 28,836 |           |    |          |          |          |          |          |          |          |          |           |            |          |           |          |           |           | He 20,786 |
| Li 24,86 | Be 16,443 |    |          |          |          |          |          |          |          |          |           |            | B 11,087 | C 8,517   | N 29,124 | O 29,378  | F 31,304  | Ne 20,786 |
| Na 28,23 | Mg 24,869 |    |          |          |          |          |          |          |          |          |           |            | Al 24,2  | Si 19,789 | P 23,824 | S 22,75   | Cl 33,949 | Ar 20,786 |
| K 29,6   | Ca 25,929 |    | Sc 25,52 | Ti 25,06 | V 24,89  | Cr 23,35 | Mn 26,32 | Fe 25,1  | Co 24,81 | Ni 26,07 | Cu 24,44  | Zn 25,39   | Ga 25,86 | Ge 23,222 | As 24,64 | Se 25,363 | Br 36,057 | Kr 20,786 |
| Rb 31,06 | Sr 26,4   |    | Y 26,53  | Zr 25,36 | Nb 24,6  | Mo 24,06 | Tc       | Ru 24,06 | Rh 24,98 | Pd 25,98 | Ag 25,35  | Cd 26,02   | In 26,74 | Sn 27,112 | Sb 25,23 | Te 25,73  | I 36,888  | Xe 20,786 |
| Cs 32,21 | Ba 28,07  | *  | Lu 26,86 | Hf 25,73 | Ta 25,36 | W 24,27  | Re 25,48 | Os 24,7  | Ir 25,1  | Pt 25,86 | Au 25,418 | Hg 27,8419 | Tl 26,32 | Pb 26,65  | Bi 25,52 | Po        | At        | Rn        |
| Fr       | Ra 20,786 | ** | Lr       | Rf       | Db       | Sg       | Bh       | Hs       | Mt       | Ds       | Rg        | Cn         | Nh       | Fl        | Mc       | Lv        | Ts        | Og        |
|          |           | ↓  |          |          |          |          |          |          |          |          |           |            |          |           |          |           |           |           |
|          |           | *  | La 27,11 | Ce 26,94 | Pr 27,2  | Nd 27,45 | Pm       | Sm 29,54 | Eu 27,66 | Gd 37,03 | Tb 28,91  | Dy 27,7    | Ho 27,15 | Er 28,12  | Tm 27,03 | Yb 26,74  |           |           |
|          |           | ** | Ac 27,2  | Th 26,23 | Pa       | U 27,665 | Np       | Pu       | Am       | Cm       | Bk        | Cf         | Es       | Fm        | Md       | No        |           |           |

Le tableau suivant donne la capacité thermique isobare massique, en J K−1 g−1, les valeurs extrêmes étant :
- valeur max = 14,304 J K−1 g−1 pour l'hydrogène ;
- valeur min = 0,094 J K−1 g−1 pour le radium.

| H 14,304 |          |    |          |          |          |          |          |          |          |          |          |           |          |          |          |          |          | He 5,193 |
| Li 3,582 | Be 1,825 |    |          |          |          |          |          |          |          |          |          |           | B 1,026  | C 0,709  | N 1,04   | O 0,918  | F 0,824  | Ne 1,03  |
| Na 1,228 | Mg 1,023 |    |          |          |          |          |          |          |          |          |          |           | Al 0,897 | Si 0,712 | P 0,769  | S 0,708  | Cl 0,479 | Ar 0,52  |
| K 0,757  | Ca 0,647 |    | Sc 0,568 | Ti 0,523 | V 0,489  | Cr 0,449 | Mn 0,479 | Fe 0,449 | Co 0,421 | Ni 0,444 | Cu 0,385 | Zn 0,388  | Ga 0,373 | Ge 0,32  | As 0,329 | Se 0,321 | Br 0,474 | Kr 0,248 |
| Rb 0,363 | Sr 0,306 |    | Y 0,298  | Zr 0,278 | Nb 0,265 | Mo 0,251 | Tc       | Ru 0,238 | Rh 0,243 | Pd 0,246 | Ag 0,235 | Cd 0,232  | In 0,233 | Sn 0,227 | Sb 0,27  | Te 0,202 | I 0,214  | Xe 0,158 |
| Cs 0,242 | Ba 0,204 | *  | Lu 0,154 | Hf 0,144 | Ta 0,14  | W 0,132  | Re 0,137 | Os 0,13  | Ir 0,131 | Pt 0,133 | Au 0,129 | Hg 0,1388 | Tl 0,129 | Pb 0,13  | Bi 0,122 | Po       | At       | Rn       |
| Fr       | Ra 0,094 | ** | Lr       | Rf       | Db       | Sg       | Bh       | Hs       | Mt       | Ds       | Rg       | Cn        | Nh       | Fl       | Mc       | Lv       | Ts       | Og       |
|          |          | ↓  |          |          |          |          |          |          |          |          |          |           |          |          |          |          |          |          |
|          |          | *  | La 0,195 | Ce 0,192 | Pr 0,193 | Nd 0,19  | Pm       | Sm 0,197 | Eu 0,182 | Gd 0,236 | Tb 0,182 | Dy 0,173  | Ho 0,165 | Er 0,168 | Tm 0,16  | Yb 0,155 |          |          |
|          |          | ** | Ac 0,12  | Th 0,118 | Pa       | U 0,116  | Np       | Pu       | Am       | Cm       | Bk       | Cf        | Es       | Fm       | Md       | No       |          |          |